# Helminthosporium
Helminthosporium is een geslacht van schimmels behorend tot de familie Massarinaceae. De typesoort is Helminthosporium velutinum.

## Soorten
Volgens Index Fungorum telt het geslacht 426 soorten (peildatum april 2022):
| Soortnaam                           | Auteur(s)                                        | Publicatiejaar |
| ----------------------------------- | ------------------------------------------------ | -------------- |
| Helminthosporium abietis            | W.B. Cooke & C.G. Shaw                           | 1952           |
| Helminthosporium absinthii          | Peck                                             | 1878           |
| Helminthosporium abutilonis         | (Tropova) Khokhr.                                | 1956           |
| Helminthosporium acaciae            | M.B. Ellis                                       | 1961           |
| Helminthosporium acalyphae          | (Thüm.) Cif.                                     | 1955           |
| Helminthosporium accedens           | Syd. & P. Syd.                                   | 1904           |
| Helminthosporium acroleucum         | Sacc., E. Bommer & M. Rousseau                   | 1887           |
| Helminthosporium acuum              | P. Karst.                                        | 1892           |
| Helminthosporium ahmadii            | M.B. Ellis                                       | 1961           |
| Helminthosporium aichrysonis        | Jørst.                                           | 1966           |
| Helminthosporium alatum             | Cif.                                             | 1962           |
| Helminthosporium albiziae           | Petch                                            | 1909           |
| Helminthosporium albiziicola        | Thirum. & Naras.                                 | 1950           |
| Helminthosporium allamandae         | Petr. & Cif.                                     | 1932           |
| Helminthosporium allii              | Brond.                                           | 1892           |
| Helminthosporium alphitoniae        | Petr.                                            | 1954           |
| Helminthosporium amansii            | Brond.                                           | 1892           |
| Helminthosporium andersenii         | Scharif                                          | 1963           |
| Helminthosporium aneurolepidii      | Lavrov                                           | 1951           |
| Helminthosporium anomalum           | J.C. Gilman & E.V. Abbott                        | 1927           |
| Helminthosporium anonymicum         | Jacz.                                            | 1915           |
| Helminthosporium anthorae           | Thüm.                                            | 1882           |
| Helminthosporium apicale            | V. Rao & de Hoog                                 | 1986           |
| Helminthosporium apiculatum         | Corda                                            | 1837           |
| Helminthosporium apioides           | Renault & Roche                                  | 1898           |
| Helminthosporium appatternae        | K.S. Deshp. & K.B. Deshp.                        | 1970           |
| Helminthosporium appendiculatum     | Corda                                            | 1837           |
| Helminthosporium aquaticum          | Hong Y. Su, Z.L. Luo & K.D. Hyde                 | 2016           |
| Helminthosporium arbusculoides      | Peck                                             | 1883           |
| Helminthosporium arcautei           | Unamuno                                          | 1932           |
| Helminthosporium arenarium          | M. Moreau & Moreau                               | 1941           |
| Helminthosporium argentinum         | Speg.                                            | 1880           |
| Helminthosporium armatum            | (Lév.) Berl. & Sacc.                             | 1886           |
| Helminthosporium artemisiae         | Corda                                            | 1838           |
| Helminthosporium arundinis          | Lév.                                             | 1843           |
| Helminthosporium arundinis          | Sawada                                           | 1943           |
| Helminthosporium asterinoides       | Sacc. & P. Syd.                                  | 1902           |
| Helminthosporium asterinum          | Cooke                                            | 1878           |
| Helminthosporium astragali          | Zaprom.                                          | 1957           |
| Helminthosporium atrichum           | Corda                                            | 1837           |
| Helminthosporium atropurpureum      | Berk. & Broome                                   | 1873           |
| Helminthosporium atrum              | (Corda) Sacc.                                    | 1886           |
| Helminthosporium attenuatum         | Peck & Cooke                                     | 1886           |
| Helminthosporium atypicum           | K.S. Deshp. & K.B. Deshp.                        | 1968           |
| Helminthosporium austriacum         | Voglmayr & Jaklitsch                             | 2017           |
| Helminthosporium avenae-pratensis   | Died.                                            | 1910           |
| Helminthosporium bactridis          | Henn.                                            | 1908           |
| Helminthosporium bakeri             | Syd. & P. Syd.                                   | 1916           |
| Helminthosporium balansae           | Speg.                                            | 1886           |
| Helminthosporium bambusicola        | Meng Zhang, H.Y. Wu & Zhen Y. Wang               | 2010           |
| Helminthosporium bataticola         | Khokhr. & Dyur.                                  | 1934           |
| Helminthosporium bauhiniae          | M.B. Ellis                                       | 1961           |
| Helminthosporium belgaumense        | Subram. & Bhat                                   | 1989           |
| Helminthosporium betulinum          | Corda                                            | 1837           |
| Helminthosporium bhawanii           | A.P. Misra                                       | 1976           |
| Helminthosporium bondarzewii        | Pidopl.                                          | 1950           |
| Helminthosporium bornetii           | Brond.                                           | 1892           |
| Helminthosporium brachycladum       | Fresen.                                          | 1852           |
| Helminthosporium brachytrichum      | Cooke & Ellis                                    | 1877           |
| Helminthosporium bulbigerum         | Fresen.                                          | 1852           |
| Helminthosporium cacaliae           | Viégas                                           | 1946           |
| Helminthosporium cacaophilum        | Cif.                                             | 1931           |
| Helminthosporium cactacearum        | Bongini                                          | 1932           |
| Helminthosporium caespitiferum      | Petr. & Cif.                                     | 1932           |
| Helminthosporium calatheae          | Viégas                                           |                |
| Helminthosporium camptotrichum      | Corda                                            | 1837           |
| Helminthosporium canephorae         | Steyaert                                         | 1948           |
| Helminthosporium cantareirense      | Henn.                                            | 1908           |
| Helminthosporium cantonense         | Sacc.                                            | 1921           |
| Helminthosporium caperoniae         | Petr. & Cif.                                     | 1932           |
| Helminthosporium carispermum        | Link                                             | 1816           |
| Helminthosporium caroliniense       | (Berk. & Broome) Mussat                          | 1901           |
| Helminthosporium carpocrinum        | Cif.                                             | 1938           |
| Helminthosporium carposaprum        | Pollack                                          | 1946           |
| Helminthosporium caudatum           | Berk. & Broome                                   |                |
| Helminthosporium ceibae             | Orillo                                           | 1955           |
| Helminthosporium chaubardii         | Brond.                                           | 1892           |
| Helminthosporium chiangraiense      | Boonmee, Huanraluek & K.D. Hyde                  | 2021           |
| Helminthosporium chlorophorae       | M.B. Ellis                                       | 1961           |
| Helminthosporium chrysobalani       | Henn.                                            | 1907           |
| Helminthosporium chusqueae          | Petr.                                            | 1950           |
| Helminthosporium cibotii            | F. Stevens & Weedon                              | 1925           |
| Helminthosporium ciliare            | (Bull.) S. Hughes                                | 1958           |
| Helminthosporium citri              | Sawada                                           | 1931           |
| Helminthosporium claviphorum        | Matsush.                                         | 1993           |
| Helminthosporium clavuligerum       | (Link) Fr.                                       | 1832           |
| Helminthosporium cleosmatis         | Petr. & Cif.                                     | 1932           |
| Helminthosporium clusiae            | Cif. & Gonz. Frag.                               | 1926           |
| Helminthosporium coarctatum         | Riess                                            | 1878           |
| Helminthosporium coffeae            | Massee                                           | 1901           |
| Helminthosporium collabendum        | Cooke                                            | 1889           |
| Helminthosporium compactum          | P. Karst.                                        | 1892           |
| Helminthosporium confervoides       | Corda                                            | 1837           |
| Helminthosporium conidiophorellum   | Meng Zhang & T.Y. Zhang                          | 2009           |
| Helminthosporium conspicuum         | McAlpine                                         | 1897           |
| Helminthosporium constrictum        | Meng Zhang, T.Y. Zhang & W.P. Wu                 | 2007           |
| Helminthosporium conviva            | Malençon & Bertault                              | 1972           |
| Helminthosporium corchori           | Sawada & Katsuki                                 | 1959           |
| Helminthosporium cordae             | Niessl                                           | 1864           |
| Helminthosporium cordiae            | Welw. & Curr.                                    | 1868           |
| Helminthosporium corniculatum       | Schwein.                                         | 1832           |
| Helminthosporium coronatum          | Berk. & M.A. Curtis                              | 1868           |
| Helminthosporium coronatum          | Viégas                                           | 1946           |
| Helminthosporium corticale          | Schwein.                                         | 1832           |
| Helminthosporium coryneoideum       | De Not.                                          | 1864           |
| Helminthosporium crassiseptum       | Cif.                                             | 1955           |
| Helminthosporium crassisporum       | E.A. Bessey                                      |                |
| Helminthosporium crassum            | Rabenh.                                          | 1844           |
| Helminthosporium crotalariae        | S. Chowdhury                                     | 1957           |
| Helminthosporium crus-galli         | Y. Nisik.                                        | 1925           |
| Helminthosporium crustosum          | Schwein.                                         | 1832           |
| Helminthosporium cubense            | Matsush.                                         | 1987           |
| Helminthosporium cucumerinum        | Garb.                                            | 1924           |
| Helminthosporium curvulum           | Sacc.                                            | 1916           |
| Helminthosporium cuspidatum         | Sacc.                                            | 1917           |
| Helminthosporium cylindricum        | Corda                                            | 1831           |
| Helminthosporium cylindrosporum     | Sacc.                                            | 1876           |
| Helminthosporium cymmartinii        | A.P. Misra                                       | 1976           |
| Helminthosporium cynodontis         | Lobik                                            | 1928           |
| Helminthosporium cyperi             | Bacc.                                            | 1907           |
| Helminthosporium dactylidis         | (Shoemaker) Nishih.                              | 1969           |
| Helminthosporium dalbergiae         | M.B. Ellis                                       | 1961           |
| Helminthosporium davillae           | Syd. & P. Syd.                                   | 1901           |
| Helminthosporium decacuminatum      | Thüm. & Pass.                                    | 1878           |
| Helminthosporium decorum            | Ces.                                             | 1879           |
| Helminthosporium delicatulum        | Berk.                                            | 1841           |
| Helminthosporium delphinii          | Golovin                                          | 1950           |
| Helminthosporium dendroideum        | Berk. & Broome                                   | 1861           |
| Helminthosporium densum             | Riess                                            | 1878           |
| Helminthosporium densum             | Sacc. & Roum.                                    | 1881           |
| Helminthosporium desmodii           | Togashi & Katsuki                                | 1953           |
| Helminthosporium diedickei          | Magnus                                           | 1903           |
| Helminthosporium dimorphosporum     | Hol.-Jech.                                       | 1987           |
| Helminthosporium diospyri           | Thüm.                                            | 1879           |
| Helminthosporium diplodioides       | Thüm.                                            | 1878           |
| Helminthosporium divisum            | (Bonord.) Sacc.                                  | 1886           |
| Helminthosporium dolichi            | Syd. & P. Syd.                                   | 1904           |
| Helminthosporium donacinum          | Thüm.                                            | 1879           |
| Helminthosporium dongxingense       | Meng Zhang & T.Y. Zhang                          | 2013           |
| Helminthosporium dubium             | Schwein.                                         | 1832           |
| Helminthosporium dufourii           | Brond.                                           | 1892           |
| Helminthosporium ebuli              | Sawada                                           | 1944           |
| Helminthosporium echinulatum        | Cooke                                            | 1876           |
| Helminthosporium elasticae          | Koord.                                           | 1907           |
| Helminthosporium elephantopodis     | Sawada                                           | 1943           |
| Helminthosporium ellipsoidale       | Renault & Roche                                  | 1898           |
| Helminthosporium endiandrae         | (Crous & Summerell) Voglmayr & Jaklitsch         | 2017           |
| Helminthosporium endiusae           | Sacc.                                            | 1883           |
| Helminthosporium episphaericum      | Cooke & Peck                                     | 1878           |
| Helminthosporium eragrostiellae     | A.P. Misra                                       | 1976           |
| Helminthosporium erythrinae         | Thirum. & Naras.                                 | 1950           |
| Helminthosporium erythrinicola      | Crous & M.J. Wingf.                              | 2019           |
| Helminthosporium eucalypti          | Speg.                                            | 1898           |
| Helminthosporium euonymi            | (Sacc.) Mussat                                   | 1901           |
| Helminthosporium euphorbiacearum    | Pat.                                             | 1891           |
| Helminthosporium exasperatum        | Berk. & Broome                                   | 1873           |
| Helminthosporium fasciculatum       | Schwein.                                         | 1832           |
| Helminthosporium feijoae            | Cif.                                             | 1927           |
| Helminthosporium ferrugineum        | Sacc., Syd. & P. Syd.                            | 1901           |
| Helminthosporium festucae           | Scharif                                          | 1963           |
| Helminthosporium fici               | Rostr.                                           | 1902           |
| Helminthosporium fici               | H.S. Yates                                       | 1918           |
| Helminthosporium ficinum            | Sacc.                                            | 1917           |
| Helminthosporium filicicola         | Henn.                                            | 1905           |
| Helminthosporium fimbristylidis     | Sawada                                           | 1943           |
| Helminthosporium flagellatum        | H.S. Yates                                       | 1918           |
| Helminthosporium flexuosum          | Corda                                            | 1837           |
| Helminthosporium flumeanum          | Sacc.                                            | 1931           |
| Helminthosporium fragile            | Sorokīn                                          | 1876           |
| Helminthosporium fructigenum        | Rabenh.                                          | 1862           |
| Helminthosporium fumagineum         | Sacc.                                            | 1917           |
| Helminthosporium fuscum             | Fuckel                                           | 1874           |
| Helminthosporium genistae           | Fr.                                              | 1832           |
| Helminthosporium gibberosporum      | Curzi                                            | 1931           |
| Helminthosporium giganteum          | Renault & Roche                                  | 1898           |
| Helminthosporium glabroides         | F. Stevens                                       | 1918           |
| Helminthosporium gleicheniae        | F. Stevens & Glick                               | 1925           |
| Helminthosporium gongrotrichum      | Corda                                            | 1837           |
| Helminthosporium goniotrichum       | Corda                                            |                |
| Helminthosporium gossypii           | Tucker                                           | 1926           |
| Helminthosporium graminum           | Brond.                                           | 1892           |
| Helminthosporium granulatum         | Berk. & M.A. Curtis                              | 1868           |
| Helminthosporium grewiae            | Henn.                                            | 1907           |
| Helminthosporium guangxiense        | Meng Zhang & T.Y. Zhang                          | 2009           |
| Helminthosporium guaraniticum       | Speg.                                            | 1886           |
| Helminthosporium guianense          | F. Stevens & R.I. Dowell                         | 1923           |
| Helminthosporium herbarum           | Schwein.                                         | 1832           |
| Helminthosporium heringerianum      | Viégas                                           | 1948           |
| Helminthosporium herniariae         | Sacc.                                            | 1883           |
| Helminthosporium heteronemum        | (Desm.) Oudem.                                   | 1873           |
| Helminthosporium hirudo             | Sacc.                                            | 1877           |
| Helminthosporium hispanicum         | Voglmayr & Jaklitsch                             | 2017           |
| Helminthosporium hispaniolae        | Cif.                                             | 1931           |
| Helminthosporium hunanense          | Meng Zhang, H.Y. Wu & Zhen Y. Wang               | 2010           |
| Helminthosporium hydropiperis       | Thüm.                                            | 1879           |
| Helminthosporium hygrophilae        | Cif.                                             | 1962           |
| Helminthosporium iberidis           | Pollacci                                         | 1897           |
| Helminthosporium insigne            | Gaillard ex Sacc.                                | 1917           |
| Helminthosporium insuetum           | Petr.                                            | 1950           |
| Helminthosporium ipomoeae           | Sawada & Katsuki                                 | 1959           |
| Helminthosporium iranicum           | Esfand.                                          | 1951           |
| Helminthosporium ischaemi           | Sawada                                           | 1944           |
| Helminthosporium italicum           | Qing Tian, Camporesi & K.D. Hyde                 | 2017           |
| Helminthosporium iteodaphnes        | Thüm.                                            | 1880           |
| Helminthosporium juglandinum        | Voglmayr & Jaklitsch                             | 2017           |
| Helminthosporium juglandis          | G.C. Zhao & R.L. Zhao                            | 2012           |
| Helminthosporium juncicola          | Rabenh.                                          | 1851           |
| Helminthosporium kakamegense        | Siboe, P.M. Kirk & P.F. Cannon                   | 1999           |
| Helminthosporium kalakadense        | (Subram. & Sekar) Voglmayr & Jaklitsch           | 2017           |
| Helminthosporium kalopanacis        | Gornostaĭ                                        | 1972           |
| Helminthosporium kok-saghyz         | Cherem.                                          | 1951           |
| Helminthosporium kyllingae          | Hansf.                                           | 1943           |
| Helminthosporium lablab             | Sawada & Katsuki                                 | 1959           |
| Helminthosporium lespialdii         | Brond.                                           | 1892           |
| Helminthosporium leucadendri        | (Quaedvl., Verkley & Crous) Voglmayr & Jaklitsch | 2017           |
| Helminthosporium leucospermum       | Corda                                            | 1837           |
| Helminthosporium leucosykes         | H.S. Yates                                       | 1918           |
| Helminthosporium libertianum        | Roum.                                            | 1884           |
| Helminthosporium ligustri           | Meng Zhang & T.Y. Zhang                          | 2009           |
| Helminthosporium lini               | Gentner                                          | 1923           |
| Helminthosporium litseae            | S. Chowdhury                                     | 1955           |
| Helminthosporium livistonae         | Crous                                            | 2018           |
| Helminthosporium longisinuatum      | Matsush.                                         | 1993           |
| Helminthosporium lonicerae          | Viégas                                           | 1946           |
| Helminthosporium lophirae           | Syd.                                             | 1937           |
| Helminthosporium lunariae           | Pollacci                                         | 1888           |
| Helminthosporium lunzinense         | Svilv.                                           | 1941           |
| Helminthosporium lusitanicum        | Sousa da Câmara                                  | 1949           |
| Helminthosporium lycopersici        | Maubl. & Roger                                   | 1936           |
| Helminthosporium lycopersici        | Roldan                                           | 1936           |
| Helminthosporium machaerii          | Viégas                                           | 1946           |
| Helminthosporium machili            | Sawada                                           | 1943           |
| Helminthosporium macilentum         | Cooke                                            | 1877           |
| Helminthosporium maculans           | Corda                                            | 1837           |
| Helminthosporium maculans           | Catt.                                            | 1879           |
| Helminthosporium magnisporum        | Shirouzu & Y. Harada                             | 2008           |
| Helminthosporium makilingense       | Syd. & P. Syd.                                   | 1920           |
| Helminthosporium malmediense        | Thüm.                                            | 1880           |
| Helminthosporium manihotis          | Rangel                                           | 1902           |
| Helminthosporium marantae           | Sawada & Katsuki                                 | 1959           |
| Helminthosporium maricaoense        | (E. Young) Chupp                                 |                |
| Helminthosporium martinicense       | Thüm.                                            | 1879           |
| Helminthosporium massarinum         | Kaz. Tanaka, K. Hiray. & Shirouzu                | 2015           |
| Helminthosporium masseeanum         | Teng                                             | 1936           |
| Helminthosporium matsushimae        | D.W. Li, K. Zhang & R.F. Castañeda               | 2020           |
| Helminthosporium matthiolae         | Thüm. & P.C. Bolle                               | 1884           |
| Helminthosporium mattiroloi         | Castell. & Cif.                                  | 1950           |
| Helminthosporium mauritianum        | Cooke                                            | 1883           |
| Helminthosporium mayaguezense       | Miles                                            | 1917           |
| Helminthosporium maydis             | Brond.                                           | 1857           |
| Helminthosporium melanosporum       | Berk. & M.A. Curtis                              | 1875           |
| Helminthosporium melastomacearum    | F. Stevens                                       | 1918           |
| Helminthosporium meliae             | Cif. & Gonz. Frag.                               | 1926           |
| Helminthosporium meliae             | Cif. & Gonz. Frag.                               | 1926           |
| Helminthosporium melioloides        | Sacc.                                            | 1917           |
| Helminthosporium microsorum         | D. Sacc.                                         | 1898           |
| Helminthosporium microsorum         | Henn.                                            | 1908           |
| Helminthosporium microsporum        | K.S. Deshp. & K.B. Deshp.                        | 1970           |
| Helminthosporium microtrichum       | Corda                                            | 1831           |
| Helminthosporium minimum            | Cooke                                            | 1888           |
| Helminthosporium minutum            | Schulzer & Sacc.                                 | 1884           |
| Helminthosporium molinaei           | Brond.                                           | 1892           |
| Helminthosporium molle              | Berk. & M.A. Curtis                              | 1868           |
| Helminthosporium mollerianum        | Thüm.                                            | 1879           |
| Helminthosporium mori               | Schulzer                                         | 1870           |
| Helminthosporium mori               | Hara                                             | 1918           |
| Helminthosporium multiseptatum      | Meng Zhang, T.Y. Zhang & W.P. Wu                 | 2007           |
| Helminthosporium mystrosporioides   | Preuss                                           | 1851           |
| Helminthosporium mystrosporioides   | Preuss                                           | 1851           |
| Helminthosporium nadsonii           | Jacz.                                            | 1929           |
| Helminthosporium nanjingense        | Meng Zhang, Xiao J. Wang & H.Y. Wu               | 2014           |
| Helminthosporium napi               | Brond.                                           | 1892           |
| Helminthosporium naviculare         | Syd. & P. Syd.                                   | 1903           |
| Helminthosporium naviculatum        | Dearn. & House                                   | 1925           |
| Helminthosporium newbouldiae        | Vienn.-Bourg.                                    | 1959           |
| Helminthosporium nodosum            | P. Crouan & H. Crouan                            | 1867           |
| Helminthosporium nodosum            | Torrend                                          | 1914           |
| Helminthosporium nouletii           | Brond.                                           | 1892           |
| Helminthosporium novae-zelandiae    | S. Hughes                                        | 1980           |
| Helminthosporium nubigenum          | Speg.                                            | 1882           |
| Helminthosporium obclavatum         | Massee                                           | 1899           |
| Helminthosporium obliquum           | P. Karst.                                        | 1890           |
| Helminthosporium obpyriforme        | Meng Zhang & T.Y. Zhang                          | 2009           |
| Helminthosporium obscurum           | (Corda) Sacc.                                    | 1886           |
| Helminthosporium obtusissimum       | Berk. & M.A. Curtis                              | 1875           |
| Helminthosporium obtusum            | Bonord.                                          | 1851           |
| Helminthosporium ocoteae            | F. Stevens                                       | 1918           |
| Helminthosporium oligocarpum        | Corda                                            | 1837           |
| Helminthosporium oligosporum        | (Corda) S. Hughes                                | 1958           |
| Helminthosporium olisipponense      | Sousa da Câmara                                  | 1936           |
| Helminthosporium olivaceum          | Berk. & Ravenel                                  | 1875           |
| Helminthosporium olivae             | Thüm.                                            | 1883           |
| Helminthosporium oplismeni          | Sawada & Katsuki                                 | 1959           |
| Helminthosporium orbiculare         | Lév.                                             | 1846           |
| Helminthosporium orchidacearum      | Chevassut                                        | 1990           |
| Helminthosporium orchidacearum      | Chevassut                                        | 1992           |
| Helminthosporium orthospermum       | Sacc. & Fairm.                                   | 1906           |
| Helminthosporium oryzae             | Miyabe & Hori                                    | 1905           |
| Helminthosporium oryzae             | Miyabe & Hori ex Tanaka                          | 1922           |
| Helminthosporium oryzae-microsporae | Hiroë                                            | 1935           |
| Helminthosporium ovoideum           | Meng Zhang & T.Y. Zhang                          | 2009           |
| Helminthosporium pachystelae        | Henn.                                            | 1904           |
| Helminthosporium palaestinum        | Săvul. & Rayss                                   | 1935           |
| Helminthosporium palmicola          | Pat. & Gaillard                                  | 1889           |
| Helminthosporium palmigenum         | Matsush.                                         | 1971           |
| Helminthosporium panici             | F. Stevens                                       | 1918           |
| Helminthosporium panici             | Sawada                                           | 1918           |
| Helminthosporium panici             | Overeem                                          | 1925           |
| Helminthosporium papulosum          | Anth. Berg                                       | 1934           |
| Helminthosporium parathesicola      | F. Stevens                                       | 1918           |
| Helminthosporium parvulum           | Cooke                                            | 1883           |
| Helminthosporium parvum             | Grove                                            | 1886           |
| Helminthosporium paulense           | Henn.                                            | 1908           |
| Helminthosporium pellucidum         | Kunze ex Link                                    | 1824           |
| Helminthosporium penicillosum       | Speg.                                            | 1898           |
| Helminthosporium penniseti          | A.P. Misra                                       | 1976           |
| Helminthosporium persistens         | Cooke & Ellis                                    | 1878           |
| Helminthosporium philippinum        | Sacc.                                            | 1917           |
| Helminthosporium philodendri        | F. Stevens                                       | 1918           |
| Helminthosporium phomatae           | Dearn. & House                                   | 1925           |
| Helminthosporium phragmidium        | Pound & Clem.                                    | 1896           |
| Helminthosporium phyllantheum       | Sacc.                                            | 1917           |
| Helminthosporium phyllophilum       | Rabenh.                                          | 1851           |
| Helminthosporium phyllophilum       | P. Karst.                                        | 1884           |
| Helminthosporium phytolaccae        | Thüm.                                            | 1879           |
| Helminthosporium piperis            | Sawada & Katsuki                                 | 1959           |
| Helminthosporium pistillare         | Ravenel                                          | 1859           |
| Helminthosporium polymorphum        | Berk. & M.A. Curtis                              | 1868           |
| Helminthosporium portoricense       | (Speg.) Cif.                                     | 1955           |
| Helminthosporium portoricense       | L.J. Liu                                         | 1971           |
| Helminthosporium praelongum         | Wallr.                                           | 1833           |
| Helminthosporium preussii           | Sacc.                                            | 1886           |
| Helminthosporium proliferatum       | K.S. Deshp. & K.B. Deshp.                        | 1968           |
| Helminthosporium proliferum         | Sacc., E. Bommer & M. Rousseau ex Mussat         | 1901           |
| Helminthosporium psammae            | Oudem.                                           | 1896           |
| Helminthosporium pseudomicrosorum   | Meng Zhang & T.Y. Zhang                          | 2009           |
| Helminthosporium pseudotsugae       | W.B. Cooke                                       | 1952           |
| Helminthosporium puccinioides       | Sacc. & Berl.                                    | 1885           |
| Helminthosporium pupiforme          | Renault & Roche                                  | 1898           |
| Helminthosporium purpurascens       | Bourne                                           | 1956           |
| Helminthosporium pyracanthae        | M.T. Lucas & Sousa da Câmara                     | 1953           |
| Helminthosporium quercicola         | (M.E. Barr) Voglmayr & Jaklitsch                 | 2017           |
| Helminthosporium quercinum          | (Sacc.) Mussat                                   | 1901           |
| Helminthosporium quercinum          | Voglmayr & Jaklitsch                             | 2017           |
| Helminthosporium ramosissimum       | Link                                             | 1816           |
| Helminthosporium rectum             | Berk. & M.A. Curtis                              | 1875           |
| Helminthosporium repens             | Dearn. & Barthol.                                | 1917           |
| Helminthosporium reticulatum        | Cooke                                            | 1871           |
| Helminthosporium reyesii            | Died.                                            | 1916           |
| Helminthosporium rhizoctonon        | Rabenh.                                          | 1855           |
| Helminthosporium rhododendri        | Rostr.                                           | 1896           |
| Helminthosporium rhodomyrti         | Syd. & P. Syd.                                   | 1920           |
| Helminthosporium rhopaloides        | Fresen.                                          | 1852           |
| Helminthosporium rigidum            | Schwein. ex Fr.                                  | 1832           |
| Helminthosporium roemeriae          | Kalymb.                                          | 1956           |
| Helminthosporium salisburiae        | Rabenh.                                          | 1865           |
| Helminthosporium sarraceniae        | MacMill.                                         | 1891           |
| Helminthosporium schelkownikowii    | Woron.                                           | 1927           |
| Helminthosporium schultzii          | Brond.                                           | 1892           |
| Helminthosporium sclerotioides      | Pass. & Thüm.                                    | 1882           |
| Helminthosporium scolecoides        | Corda                                            | 1837           |
| Helminthosporium sechiicola         | J.A. Stev.                                       | 1919           |
| Helminthosporium senecionis         | P. Crouan & H. Crouan                            | 1867           |
| Helminthosporium septemseptatum     | Peck                                             | 1876           |
| Helminthosporium serpens            | P. Karst. & Har.                                 | 1890           |
| Helminthosporium sichuanense        | Meng Zhang, T.Y. Zhang & W.P. Wu                 | 2004           |
| Helminthosporium siliquarum         | Thüm.                                            | 1879           |
| Helminthosporium siliquosum         | Berk. & M.A. Curtis                              | 1875           |
| Helminthosporium siwalikum          | Subram.                                          | 1956           |
| Helminthosporium smilacinum         | Gonz. Frag.                                      | 1921           |
| Helminthosporium smilacinum         | Gonz. Frag. ex E.K. Cash                         | 1972           |
| Helminthosporium socium             | Ellis & Everh.                                   | 1902           |
| Helminthosporium solani             | Durieu & Mont.                                   | 1849           |
| Helminthosporium solani             | Brond.                                           | 1857           |
| Helminthosporium solani             | McAlpine                                         | 1895           |
| Helminthosporium solitarium         | F. Patt.                                         | 1900           |
| Helminthosporium sorghi             | Schwein.                                         | 1832           |
| Helminthosporium spiculiferum       | Ellis & Everh.                                   | 1886           |
| Helminthosporium spirotrichum       | Sacc.                                            | 1921           |
| Helminthosporium spurirostrum       | Meng Zhang, T.Y. Zhang & W.P. Wu                 | 2004           |
| Helminthosporium sticticum          | Berk. & Broome                                   | 1854           |
| Helminthosporium stilbaceum         | Moreau ex S. Hughes                              | 1952           |
| Helminthosporium stipae             | Trab.                                            | 1889           |
| Helminthosporium striiforme         | Corda                                            | 1837           |
| Helminthosporium subapiculatum      | Peck                                             | 1911           |
| Helminthosporium subcuticulare      | Ellis & Everh.                                   | 1888           |
| Helminthosporium subfuscum          | Berk. & M.A. Curtis                              | 1875           |
| Helminthosporium subhyalinum        | Meng Zhang & T.Y. Zhang                          | 2007           |
| Helminthosporium submersum          | Z.L. Luo, N. Zhao, K.D. Hyde & H.Y. Su           | 2018           |
| Helminthosporium subolivaceum       | Speg.                                            | 1921           |
| Helminthosporium subsimile          | Sacc.                                            | 1921           |
| Helminthosporium substriiforme      | Renault & Roche                                  | 1898           |
| Helminthosporium sudanense          | Gonz. Frag. & Cif.                               | 1926           |
| Helminthosporium syzygii            | Crous & M.J. Wingf.                              | 2019           |
| Helminthosporium tapurae            | Allesch.                                         | 1897           |
| Helminthosporium tela               | Corda                                            | 1831           |
| Helminthosporium teretiusculum      | Sacc. & Berl.                                    | 1885           |
| Helminthosporium theobromae         | Turconi                                          | 1920           |
| Helminthosporium theobromicola      | Cif. & Gonz. Frag.                               | 1927           |
| Helminthosporium theobromicola      | Cif. & Gonz. Frag.                               | 1927           |
| Helminthosporium tiara              | Berk. & Ravenel                                  | 1875           |
| Helminthosporium tingens            | Cooke                                            | 1883           |
| Helminthosporium tomenticola        | Thüm.                                            | 1877           |
| Helminthosporium trichellum         | (Sacc.) Sacc.                                    | 1886           |
| Helminthosporium tritici            | Brond.                                           | 1892           |
| Helminthosporium tritici            | Henn.                                            | 1903           |
| Helminthosporium tritikernelis      | A.P. Misra                                       | 1976           |
| Helminthosporium truncatum          | Corda                                            | 1854           |
| Helminthosporium turbinatum         | Berk. & Broome                                   | 1851           |
| Helminthosporium ubangiense         | Henn.                                            | 1906           |
| Helminthosporium urophorum          | Durieu & Mont.                                   | 1845           |
| Helminthosporium urticae            | Peck                                             | 1876           |
| Helminthosporium ustilaginoideum    | Henn.                                            | 1907           |
| Helminthosporium vaccinii           | Fr.                                              | 1832           |
| Helminthosporium varroniae          | F. Stevens                                       | 1917           |
| Helminthosporium velatum            | Corda                                            | 1837           |
| Helminthosporium velutinum          | Link                                             | 1809           |
| Helminthosporium vesiculosum        | Thüm.                                            | 1877           |
| Helminthosporium virgultorum        | Schwein.                                         | 1832           |
| Helminthosporium viticis            | Syd. & P. Syd.                                   | 1909           |
| Helminthosporium viticulosum        | P. Crouan & H. Crouan                            | 1867           |
| Helminthosporium wagateae           | Thirum. & Naras.                                 | 1950           |
| Helminthosporium warpuriae          | Wakef.                                           | 1918           |
| Helminthosporium xanthosomatis      | Gonz. Frag. & Cif.                               | 1927           |
| Helminthosporium xanthosomatis      | Gonz. Frag. & Cif.                               | 1928           |
| Helminthosporium xylopiifolii       | Bat.                                             | 1960           |